# 池田三男
池田三男（日语：／ Ikeda Mitsuo，1935年3月14日—2002年9月12日），日本男子摔跤运动员，主攻自由式。他曾代表日本参加1956年夏季奥林匹克运动会摔跤比赛，获得男子自由式次中量级金牌。